# PGN-60
PGN-60は、ポーランドで開発された対戦車用の小銃擲弾（ライフルグレネード）。ポーランド人民共和国軍で運用されていたほか、朝鮮人民軍でも派生型が開発・運用されている。

## 概要
軍事兵器技術研究所によって開発された小銃擲弾である。発射の際は擲弾をKbkg wz. 1960またはKbkg wz. 1960/72自動小銃の銃口部に取り付け、小銃に装填したUNM wz.1943/60空包を射撃することで擲弾を射出す。擲弾の初速は毎秒60メートル、最大射程距離は100メートルである。
弾頭は対戦車榴弾（HEAT）で、後部には安定用のフィンがある。弾頭の重量は386グラム、内蔵炸薬量は218グラムで、装甲貫徹力は100ミリとする資料と200ミリとする資料がある。
装甲戦闘車両だけでなく、掩蔽壕などの野戦構築物の破壊用としても設計されている。

## 運用国
- ポーランド[2]

退役済み。
- 朝鮮民主主義人民共和国[4]

PGN-60をベースに独自開発した小銃擲弾を運用しており、58式および68式自動小銃から発射できる。